# Introvert/Extrovert
Flawed Design es el álbum recopilatorio de la superbanda canadiense Saint Asonia. Fue lanzado el 9 de diciembre de 2022 a través de Spinefarm Records. El álbum fue lanzado físicamente y combina sus dos EP anteriores Introvert y Extrovert.

## Antecedentes y grabación

### Introvert EP
El EP Introvert se lanzó el 1 de julio de 2022. El EP se anunció el 6 de mayo de 2022 junto con el sencillo principal "Above It All". El EP también incluye una versión de "Blinding Lights" de The Weeknd y el sencillo promocional "Better Late Than Never". El EP fue escrito durante el apogeo de la pandemia de COVID-19. Hablando sobre Introvert, Adam Gontier afirmó: "El título encajaba con la forma en que se escribieron las canciones. Escribimos y grabamos individualmente. Es una situación extraña hacer un disco y no estar en la misma habitación que tu banda. Me sentí como un introvertido cuando estaba trabajando en estas canciones". El EP se grabó fuera de Toronto, que fue producido por Anton DeLost. El guitarrista Mike Mushok grabó sus partes desde el estudio de su casa en Connecticut.

### Extrovert EP
El EP Extrovert se lanzó el 18 de noviembre de 2022. El sencillo principal "Wolf" se lanzó el 21 de octubre de 2022. "Devastate" se lanzó como el segundo sencillo del EP el 7 de febrero de 2023. El video musical de la canción se estrenó el 16 de marzo de 2023. El grupo se embarcó en el Rock Resurrection Tour en marzo y abril de 2023, con el apoyo de Theory of a Deadman y Skillet. Más tarde encabezaron el Devastate Tour en mayo.

## Lista de canciones
| Introvert/Extrovert |                                          |          |  |
| N.º                 | Título                                   | Duración |  |
| 1.                  | «Above It All»                           | 3:19     |  |
| 2.                  | «Better Late Than Never»                 | 3:31     |  |
| 3.                  | «Chew Me Up» (featuring Terrible Johnny) | 3:39     |  |
| 4.                  | «So What»                                | 3:11     |  |
| 5.                  | «Left Behind»                            | 3:33     |  |
| 6.                  | «Bite The Bullet»                        | 3:32     |  |
| 7.                  | «Blinding Lights (cover de The Weeknd)»  | 3:03     |  |
| 8.                  | «Devastate»                              | 3:32     |  |
| 9.                  | «Break The Mold»                         | 3:00     |  |
| 10.                 | «Over It»                                | 3:05     |  |
| 11.                 | «Wolf»                                   | 3:18     |  |
| 12.                 | «Better Now»                             | 3:38     |  |
| 13.                 | «Chasing The Light»                      | 3:22     |  |
| 14.                 | «Above It All» (acústico)                | 3:21     |  |
| 15.                 | «Devastate» (acústico)                   | 3:28     |  |

| Introvert EP |                                    |          |  |
| N.º          | Título                             | Duración |  |
| 1.           | «Above It All»                     | 3:19     |  |
| 2.           | «Better Late Than Never»           | 3:31     |  |
| 3.           | «Chew Me Up» (con Terrible Johnny) | 3:39     |  |
| 4.           | «So What»                          | 3:11     |  |
| 5.           | «Left Behind»                      | 3:33     |  |
| 6.           | «Bite The Bullet»                  | 3:32     |  |
| 7.           | «Blinding Lights»                  | 3:03     |  |

| Extrovert EP |                     |          |  |
| N.º          | Título              | Duración |  |
| 1.           | «Devastate»         | 3:32     |  |
| 2.           | «Break the Mold»    | 3:00     |  |
| 3.           | «Over It»           | 3:05     |  |
| 4.           | «Wolf»              | 3:18     |  |
| 5.           | «Better Now»        | 3:38     |  |
| 6.           | «Chasing the Light» | 3:22     |  |

## Personal
Saint Asonia
- Adam Gontier - vocalista, guitarra rítmica (ex-Three Days Grace)
- Mike Mushok - guitarra líder, coros (Staind)
- Cale Gontier - bajo (Art of Dying)
- Sal Giancarelli - batería (Staind)